# إميليا ميرنس
ماريا إميليا ميرنس رويدا (من مواليد 29 أكتوبر 1996) والمعروفة باسم إميليا ميرنس (Emilia Mernes)  أو إميليا (Emilia) هي مغنية وكاتبة أغاني وعارضة أزياء وممثلة ومؤلفة أرجنتينية.
 اشتهرت بكونها جزء من فرقة رومباي. في عام 2019 وقعت مع شركة Sony Music Latin والإدارة WK Entertainment التي يمثلها Walter Kolm. كانت واحدة من مؤلفي الأغاني في أغنية «Bloqueo» المنفردة لليلي بونس.

## روابط خارجية
- إميليا ميرنس في قاعدة بيانات الأفلام على الإنترنت
- إميليا ميرنس على أول ميوزيك
- Emilia Official website